# Acid teluric
Acidul teluric este un acid anorganic rar cu formula chimică H6TeO6. Sărurile acestui acid se numesc telurați.